# 서브컴팩트 자동차
서브컴팩트 자동차 또는 서브컴팩트 카(subcompact car)는 소형 승용차보다 작은 자동차에 대한 북아메리카식 자동차 분류이다. 이는 B 세그먼트(유럽), 슈퍼미니(영국) 또는 A0 클래스(중국) 분류와 대체로 동일하다.
미국 환경보호청(EPA)의 자동차 크기 등급 정의에 따르면 서브컴팩트 부문은 "미니컴팩트"와 "컴팩트" 부문 사이에 있다. EPA에서 정의한 서브컴팩트는 내부 및 화물 용량을 합친 용량이 2,410~2,800L인 승용차이다. 현재 서브컴팩트의 예로는 닛산 베르사와 현대 엑센트가 있다. A-세그먼트/시티카 부문의 더 작은 자동차(예: 쉐보레 스파크 및 스마트 포투)는 미국에서 서브컴팩트로 불리곤 한다. 왜냐하면 이 더 작은 크기 부문에 대한 EPA의 이름인 "미니컴팩트"라는 용어는 일반 자동차에서는 일반적으로 대중이 사용하지 않기 때문이다.
미국에서는 1960년대 유럽과 일본 등으로부터 자동차 수입이 늘어나면서 소형차 보급률이 높아졌다. '서브컴팩트'라는 용어가 널리 사용된 것은 1970년대 초반 미국에서 서브컴팩트 카가 생산되는 증가와 일치했다. 1970년대 초 서브컴팩트에는 AMC Gr그렘린, 쉐보레 베가 및 포드 핀토가 포함된다.

## 같이 보기
- 자동차 분류
- 스포츠 유틸리티 자동차